# Ramadán
El ramadán (en árabe: رَمَضَان‎, romanizado: Ramaḍān, lit. 'Cálido, ardiente, mes preislámico del verano') es el noveno mes del calendario islámico, respetado por musulmanes como el mes del ayuno (del árabe: صَوْم [ṣawm]), oración, reflexión y comunidad. Cada año el mes en el que se celebra el Ramadán cambia en torno al mes lunar. Es una conmemoración de la primera revelación de Mahoma. El cumplimiento anual del ramadán está considerado como uno de los cinco pilares del islam y su duración es de veintinueve a treinta días, a partir de la luna creciente hasta la próxima luna creciente.
Los ayunos van desde el amanecer hasta el anochecer y es fard (obligatorio) a excepción de personas adultas con enfermedades crónicas, que estén viajando, embarazadas, en periodo de lactancia, diabéticas, o durante la menstruación. La primera comida debe darse antes del amanecer y es denominada suhur y el festín nocturno denominado iftar. A pesar de que una fetua declara que musulmanes que viven en regiones con sol de medianoche o con noche polar tendrían que seguir el horario de Meca, es una práctica común seguir el horario del país más cercano en el que la noche puede ser diferenciada del día.
Las recompensas espirituales (Sawāb or Thawāb) por los ayunos se multiplican durante el Ramadán. 
Consiguientemente, los musulmanes no solo se abstienen de consumir alimentos y bebidas, sino también de productos del tabaco, relaciones sexuales, y comportamiento pecaminoso, dedicándose en cambio al salat (oración), recitación del Corán, realizando acciones benéficas y fortaleciendo la pureza y conciencia hacia Dios (taqwa).

## Significado
El nombre de «ramadán» en árabe proviene de la raíz ramada (en árabe: رمضاء‎) que significa quemar y ardiente; el mes de ramadán se denomina así porque en este mes los pecados son perdonados como si fueran quemados.

## En el Corán
El ramadán es el único mes venerado, cuyo nombre se menciona en el Corán;

El mes de Ramadán, en el cual fue hecho descender el Corán, como una guía para la gente, como indicaciones claras de la Guía y del Discernimiento. Por tanto, quien de vosotros esté presente ese mes, que ayune en él.
شَهْرُ رَمَضَانَ الَّذِي أُنزِلَ فِيهِ الْقُرْآنُ هُدًى لِّلنَّاسِ وَبَيِّنَاتٍ مِّنَ الْهُدَىٰ وَالْفُرْقَانِ ۚ فَمَن شَهِدَ مِنكُمُ الشَّهْرَ فَلْيَصُمْهُ
Corán 2:185.

## En los hadices
En las narraciones islámicas se han mencionado varias virtudes para este mes, tal como se mencionan en las siguientes líneas: 
- El profeta del islam dijo: Ramadán es uno de los nombres de Dios.[25]
- El profeta del islam dijo: Si el valor de este mes fuera conocido por la gente, todos desearían que todo el año fuera Ramadán.[26]
- El sexto imán de los chiitas Ya‘far as-Sadiq dijo: Ramadán es el mes del perdón. Si los pecados no son perdonados en este mes, no hay más esperanza en el perdón de ellos en otros meses del año.[27]
- El sexto imán de los chiitas Ya‘far as-Sadiq dijo: Es el mes de la revelación de los libros celestiales.[28]
- Ali Ibn Abi Talib dijo: Es el mes de Dios.[29]
- El profeta del islam dijo: Es el mes de la misericordia y el perdón divino.[26]
- El profeta del islam dijo: Es el mes en el que se queman los pecados.[25]
- El profeta del islam dijo: Ramadán es el mes de la apertura de las puertas del cielo.[26]
- El profeta del islam dijo: Es el mes donde se aumentan las recompensas.[26]
- El imán Muhámmad al-Báqir dijo: El mes de ramadán es la primavera del Corán.[28]
- El profeta del islam dijo: Es el mes del cierre de las puertas del infierno.[25]
- El profeta del islam dijo: Es el mes de la apertura de las puertas del paraíso.[25]
- El profeta del islam dijo: Es el mes del encadenamiento de los demonios.[25]

## Ayuno
El ayuno (o sawm) en el mes de Ramadán se realiza en las horas de sol; solamente se puede comer, tomar agua antes del alba y después del atardecer.

### Comienzo
El ramadán comienza con la aparición de la luna el último día del mes de shaabán (octavo mes en el calendario lunar islámico). Según prescribe el hadiz, el libro que representa los dichos y las acciones de Mahoma: «Ayunad a su visión (ver la luna) y romped a su visión y si se os es oculta (la luna por causa atmosférica) concluid el mes de ramadán contando treinta días. Igualmente al comienzo del mes de ramadán se contarán treinta días de shaabán si no es visible el nacimiento de la luna».

### Los pilares del ayuno
Los pilares del ayuno en el islam, así en ramadán como en otros meses, son los siguientes [cita requerida]:
1. Tener presente la intención. Se debe tenerla presente en la mente y en el corazón antes del faŷr (inicio del tiempo de la primera oración del día) y puede ser dicha diariamente, o por todo el mes desde su inicio.
2. Tanto tomar algo antes del salat, aunque solo sea un vaso de agua (sunna) y algo antes de la oración del anochecer, es decir, justo antes de la puesta del sol.
3. La abstinencia de todo aquello que rompa el ayuno (bebida, comida o relaciones carnales, los cambios de ánimo exagerados) desde el alba hasta la puesta del sol.
4. Buscar un estado de paz que promueva el estado de conciencia divina.

### Practicantes
El ayuno es, según los preceptos islámicos, deber del musulmán adulto, sano de juicio, saludable, residente (que no esté viajando), bien sea hombre o mujer. En lo que respecta a la mujer, debe estar fuera de la menstruación y del puerperio (cuarentena). 
Por lo tanto, no debe ayunar el enfermo mental, ni el menor, ni la mujer durante la menstruación o puerperio, así como la embarazada, la mujer que está amamantando que teme por su pequeño, ni los ancianos débiles, entre otros.
Los menores de edad —según las definiciones islámicas— están obligados a ayunar. Lógicamente, tienen que estar sanos y poder hacerlo sin repercusiones adversas.
Hay casos en los que se permite desayunar durante el ramadán:
- El anciano débil cuya salud puede empeorar.
- El enfermo crónico y que no tiene la posibilidad de recuperar los días desayunados.
- Los que ejercen trabajos muy duros y que no tienen la posibilidad de encontrar otro trabajo más liviano, teniendo la intención de cambiarlo.

A su vez, en los siguientes casos se permite desayunar durante el ramadán pero con la condición de recuperar los días desayunados:
- Los enfermos cuyo estado de salud puede empeorar con el ayuno y se espera su recuperación de la enfermedad y su curación.
- En casos de tener hambre o sed severos que pueden repercutir muy gravemente en el estado de la salud.
- Al que está de viaje se le permite desayunar cuando viaja la misma distancia por la que se le permite acortar las oraciones (un día y una noche) y rezarlas juntas. Es decir, la del ẓuhr con la del ʿasr 2 y 2 rakʿat en vez de 4 y 4; las del maġrib con las de ʿišāʾ 3 y 2 en vez de 3 y 4 rakʿat.

### Casos en que se prohíbe ayunar y se deben recuperar los días inayunados
Cuando se tiene menstruación no se puede ni ayunar ni rezar.
También si has tenido náuseas y vomitaste intencionadamente, ese día no se te cuenta como ayuno.
- En caso de estar enfermo y vomitar por ello NO rompe el ayuno*

## Deberes que se preservan durante el ayuno

Una mujer en Egipto está dentro de su casa practicando sus rituales de adoración durante el mes de Ramadán.

1. As-suḥūr: consiste en tomar algún alimento por la madrugada, siempre antes del faŷr, por muy poco que sea la cantidad de comida o bebida, aunque fuera un poco de agua, tiempo que se extiende desde la medianoche hasta la entrada del momento de la oración, antes de las primeras luces del alba, con la intención del ayuno presente en la mente, pues el suḥūr es bendición y prosperidad como dice Mahoma.
2. Romper el ayuno inmediatamente después de la puesta del sol y al comienzo del tiempo de la oración de magrib: pues dice el Profeta : «Los hombres permanecen en el bien mientras no retrasen la ruptura del ayuno después de la puesta del sol».
3. El orar y suplicar en el momento de romper el ayuno: por ejemplo decía el profeta: «Se fue la sed, se hidrataron las venas y se logró la recompensa con el permiso de Dios».
4. El abstenerse de todo lo que contradice ayuno en lo moral: ya que el ayuno es una gran escuela de disciplina y doctrina, tanto espirituales como morales, pues no se limita a la abstinencia de comer o beber solamente, sino de todo lo que sea mala palabra, mal acto o mal pensamiento. El ayunante debería ser indulgente en caso de ser insultado o agredido por alguien, debiendo evitar todas las obscenidades.
5. El uso del siwāk durante el ayuno: es un trozo de rama de un árbol especial que se encuentra en la península arábiga y que es de muchos beneficios, tanto para los dientes como para las encías y la boca, y se usa como un cepillo de dientes.
6. Ser generoso: el musulmán siempre tiene que ser generoso, pero lo es más en el mes de ramadán.
7. Incrementar la lectura del Sagrado Corán: durante el mes de ramadán, en que fue revelado el Corán, se debe recitar este con mayor frecuencia que en los otros meses. Además, dijo el Profeta: «El ayuno y el Sagrado Corán intercederán a favor del siervo el Día de la Resurrección».
8. Incrementar las prácticas: sobre todo en los últimos diez días del mes de ramadán, tal como lo hacía el Profeta.

### Cosas y hechos que invalidan el ayuno y ameritan recuperarlo
1. La menstruación o el puerperio, aunque empiecen en las últimas horas del día (antes de ponerse el sol) se debe recuperar.
2. El tener la intención de desayunar, aunque no haya tomado nada de comida o bebida que rompe el ayuno.

## Cosas y hechos que invalidan el ayuno y obliga a pagar elkaffāra
1. El comer o beber durante la abstinencia, anulan el ayuno de dicho día y hay que ayunar otro día para compensar.
2. El tener relaciones sexuales, durante la abstinencia, anula el ayuno de dicho día y hay que hacer lo que se conoce en el islam como kaffāra.
3. Vomitar intencionalmente.
4. Realizar cualquier acto que invalide el ayuno, siendo consciente de sus consecuencias.

El kaffāra consiste en liberar a un esclavo creyente (musulmán) o en su caso ayunar dos meses seguidos, si no se puede dar de comer a 60 pobres. En caso de que un matrimonio tenga relaciones sexuales voluntariamente, los dos tienen que hacer kaffāra.
Si comete el mismo acto otro día, tendrá que hacer otra kaffāra y en caso de hacerlo dos veces en el mismo día, hará solo una kaffāra, ya que se considera cada día independientemente de los otros.

### Recuperación de días no ayunados durante el ramadán
La recuperación de los días desayunados o anulados durante el mes de ramadán no tiene por qué ser inmediatamente después de dicho mes, sino que dispone del periodo que se extiende desde que finaliza el actual mes de ramadán hasta que empieza el siguiente.
Hay que recuperar un día por cada día que haya desayunado durante el mes de ramadán, pero no tienen por qué ser todos los días seguidos (en caso de ser más de un día): se podrán hacer seguidos o salteados.
En caso de llegar el mes de ramadán del año siguiente sin haber recuperado los días adeudados, la persona ayunará ese mes y recuperará lo que adeudare más tarde. En caso de fallecer y deber días del mes de ramadán, estos podrán ser recuperados bien por su walī (familiar encargado) o bien por uno de los que lo heredan. El ayuno se diferencia de la oración en este sentido, ya que la oración no podrá ser recuperada por otros.

## Cosas y hechos permitidos durante el ramadán
1. Bañarse, ducharse, nadar y sumergirse en el agua con la condición de que no se trague intencionadamente nada por la boca o por la nariz.
2. Enjuagarse la boca con agua o aspirar el agua por la nariz durante las abluciones y volver a echarlo hacia fuera, con la finalidad de limpiar la boca y las fosas nasales.
3. Comer, beber desde que se rompa el ayuno, (puesta de sol) hasta la abstinencia (salida del alba).
4. Está permitido retrasar el ġusl (la ablución mayor) hasta después de la salida del sol a las mujeres que tuvieron menstruación o puerperio y quedaron libres la noche anterior.

## Laylat ul-Qadr
La llegada del mes de ramadán trae consigo uno de los acontecimientos más importantes y especiales, tanto real como simbólicamente, para un musulmán: Lailat ul-Qader, la noche del Decreto. Es la noche en la cual Mahoma recibió la primera revelación del Corán, y así comenzó su misión como profeta y mensajero de Alá. Por sí solo, este hecho es causa de gran regocijo para los musulmanes.
El ayuno se puede clasificar en dos tipos:
1. El ayuno obligatorio (fard);
  1. El ayuno del mes de ramadán;
  2. El ayuno del kaffāra;
  3. El ayuno del naḏr o de las promesas que hace uno a sí mismo ante Dios.

## Imposición y persecución entre musulmanes a aquellos que no siguen el ramadán
En varios países está penado comer y beber en público durante las horas de sol durante el ramadán; por ejemplo, en Marruecos «el artículo 222 castiga con penas de entre uno y seis meses de cárcel». Por otra parte, aquellas personas ateas o que no quieren seguir el ayuno y provienen de familias musulmanas se encuentran con el rechazo de su familias o la imposición de seguir el ayuno.

## Eventos
- Durante todo el mes los musulmanes observan el ayuno con las celebraciones y rituales asociados.
- El 10 de ramadán murió Jadiya, esposa del profeta Mahoma y primera musulmana.
- El 15 de ramadán nació Husayn ibn Ali, hijo de Ali ibn Abi Talib, el primer musulmán.
- El 17 de ramadán tuvo lugar la batalla de Badr entre los primeros musulmanes y sus enemigos de La Meca.
- El 21 de ramadán murió Ali ibn Abi Talib, el primer musulmán y cuarto califa.
- El 27 de ramadán, según la tradición, comenzó la revelación del Corán a Mahoma. En recuerdo de ello se celebra en el islam la Noche del Destino.
- Según la tradición islámica, otras revelaciones tuvieron lugar en el mes de ramadán: el día 2, la Torá fue revelada a Moisés; el 12, las enseñanzas bíblicas a Jesús (Isa), y el día 15 los Salmos a David.
- En algunas zonas de África Occidental se celebra el rito de los ajisari.

## Ramadán en las regiones polares
La duración del tiempo desde el amanecer hasta el atardecer varía en diferentes partes del mundo según los solsticios de verano o invierno del Sol. La mayoría de los musulmanes ayunan de once a dieciséis horas durante el Ramadán. Sin embargo, en las regiones polares, el período entre el amanecer y el atardecer puede exceder las veintidós horas en verano. Por ejemplo, en 2014, los musulmanes en Reikiavik, Islandia, y Trondheim, Noruega, ayunaron casi veintidós horas, mientras que los musulmanes en Sídney, Australia, ayunaron solo unas once horas. En áreas caracterizadas por la noche o el día continuos, algunos musulmanes siguen el horario de ayuno observado en la ciudad más cercana que experimenta el amanecer y el atardecer, mientras que otros siguen la hora de La Meca. 

## Casos especiales

### Espacio
El Consejo Nacional Islámico fatua de Malasia ha redactado la primera guía para musulmanes en el espacio. El documento de 18 páginas se titula Guía para el Desarrollo de Ritos Islámicos (Ibadah) en la Estación Espacial Internacional, y detalla temas como la manera debida de orar en un ambiente de ingravidez, cómo orientarse hacia La Meca desde la Estación Espacial Internacional, cómo determinar los tiempos de oración y temas sobre el ayuno. La guía se ha traducido al árabe, inglés, ruso y francés.